# 肖恩·约翰逊 (足球运动员)
肖恩·约翰逊（英語：Sean Johnson，1989年5月31日—），美国男子足球运动员，司职守门员，現效力於美職球隊多倫多FC，美国国家足球队成員。2011年加入成年国家队。他曾代表美国国家队参加2022年国际足联世界杯，结果队伍止步十六强。